# A Sala dos Répteis
The Reptile Room (traduzido no Brasil e em Portugal como A Sala dos Répteis) é o segundo livro da série A Series of Unfortunate Events. Foi escrito por Lemony Snicket, pseudônimo do autor Daniel Handler, e ilustrado por Brett Helquist. Foi lançado em 30 de setembro de 1999.

## Sinopse
Os órfãos Baudelaire reiniciam sua jornada em outra casa, com outro tutor. Desta vez, seu tutor é o Dr. Montgomery que mora numa casa cheia de répteis. O conde Olaf volta com o nome de Stephano, um ajudante de Montgomery que quase consegue sequestrá-los após planejar a morte do tutor deles envolvendo uma cobra mortífera. Os órfãos reconhecem o conde Olaf pela sua tatuagem no seu tornozelo e a sobrancelha única. Mas mesmo assim, ninguém acredita na descoberta dos órfãos que poderia salvar a vida de Montgomery.
O segundo conto dos órfãos Baudelaire começa com as crianças viajando pelo Mau Caminho no carro do Sr. Poe, indo para a casa de um novo tutor, Dr. Montgomery, um herpetologista. Segundo Poe, ele é o irmão da mulher do primo do pai falecido dos Baudelaire (ou cunhado do tio de Violet, Klaus e Sunny).
Dr. Montgomery, ou Tio Monty como prefere ser chamado, é um homem baixo com um rosto redondo vermelho e mais amigável do que o tutor anterior, Conde Olaf. Ele conta que em breve irão para uma expedição ao Peru quando seu novo assistente, Stephano, chegar. Ele diz que seu antigo assistente, Gustavo, demitiu-se antes da expedição. Este pode ser Gustavo Sebald.
Monty trata-os bem, e eles ficam fascinados com a quantidade de cobras na Sala dos Répteis, uma sala gigante onde todos seus répteis ficam. Eles conhecem a Víbora Incrivelmente Mortífera, que Monty descobriu recentemente. O nome da cobra é falso, a cobra é completamente inofensiva. Ele entende a usar isto como uma piada na Sociedade Herpetológica, e uma vingança às piadas sobre seu nome: Montgomery Montgomery.
Quando Stephano chegou, as crianças perceberam que ele era o Conde Olaf disfarçado. Eles falam isto para Monty, mas Olaf ameaça-os com uma faca. No dia de ir ao Peru, eles encontram o corpo de Monty, na Sala dos Répteis com dois furos pequenos no olho, e Olaf fala que a Víbora Incrivelmente Mortífera (porém, erra o nome, e diz Cobra Mamba do Mal ) fez aquilo.
Olaf ainda pretende levá-los ao Peru, para sequestrá-los. Contudo, quando estão saindo do estado, batem seu carro com o carro do Sr. Poe. Eles retornam à casa e discutem o que fazer com as crianças. Os Baudelaire tentam provar que Olaf matou Monty. Dr. Lucafont chega e fala que a Mamba do Mal matou Monty.
Enquanto isso, Violet encontra a mala de Olaf e apresenta-a a Sr. Poe como evidência de que tinha sido ele quem matou Monty. Este pede a Olaf para mostrar seu tornozelo, onde a tatuagem deveria estar, mas não estava. Eles insistem de que estava coberta com maquiagem e Sr. Poe, passando a mão nela, revela-a. Olaf  "voa" da casa e é descoberto que Lucafont é o homem de mãos de gancho. Olaf também confessa que Gustavo não se demitiu, mas foi assassinado por ele.
A história termina com a coleção de répteis de Monty sendo levada embora e os Baudelaires são levados a um novo lar.

## Edição em paperback
Nos Estados Unidos a série Desventuras em Série foi lançada primeiro em capa dura. Agora ele fez outra versão em paperback (brochura). Nesta versão, além do nome original, também há um segundo nome opcional. O nome do livro é The Reptile Room or, Murder! (que em português é: A sala dos Répteis ou, assassinato!). Além disso, também há uma capa nova, comentários de Lemony Snicket e ilustrações inéditas.

## Carta ao Amável Editor
Ao Meu Amável Editor:
Escrevo-lhe das margens do Lago Lacrimoso onde examino o que restou da casa da tia Josephine para ter uma percepção clara do que aconteceu quando os órfãos Baudelaire estiveram aqui.
Vá ao Café Kafka às quatro horas na próxima quarta-feira, e peça uma xícara de chá de jasmim ao garçom mais alto. A menos que meus inimigos tenham triunfado, ele trará, no lugar do seu pedido, um envelope bem grande. Dentro você encontrará a minha descrição desses espantosos acontecimentos, intitulada O Lago das Sanguessugas, bem como um esboço da Gruta do "P", um pequeno saco com cacos de vidro e o cardápio do restaurante Palhaço Ansioso. Haverá também um tubo de ensaio contendo uma sanguessuga do lado, que o sr. Helquist usará como modelo para fazer uma ilustração caprichada. Em nenhum hipótese esse tubo de ensaio deve ser aberto.
Lembre-se, o senhor é minha única esperança que a história dos órfãos Baudelaire sejam finalmente contadas ao grande público.
Respeitosamente,
Lemony Snicket.

## Recepção crítica
'Publishers Weekly' 'disse Snicket "usa linguagem formal latina e comentários intrusivos com efeitos hilariantes" e elogiou o livro: "desenhos requintadamente detalhados de Helquist de gárgulas e olhos travessos", que diziam "ecoar o conteúdo deste capa dura com design elegante ".